# Volkspost (1915–1916)
Die Volkspost war eine österreichische Wochenzeitung, die von 1915 bis 1916 in Eferding im Verlag von Karl Lanz erschien. Sie war ein Lokalblatt, Chefredakteur war ebenfalls Karl Lanz.